# Esteban Cejudo
Esteban Cejudo Guerrero, noto semplicemente come Esteban Cejudo (Barcellona, 18 febbraio 1995), è un giocatore di calcio a 5 spagnolo.

## Carriera
L'8 dicembre 2020 Cejudo debutta nella nazionale spagnola nel corso dell'incontro, valido per la qualificazione al campionato europeo 2022, vinto dagli iberici per 7-0 contro la Lettonia. Convocato anche alla fase finale, Cejudo gioca le prime due partite della manifestazione prima di infortunarsi ed essere sostituito da Francisco Solano.

## Palmarès
- Campionato portoghese: 2
Sporting CP: 2021-22, 2022-23
- Coppa del Portogallo: 1
Sporting CP: 2021-22
- Supercoppa portoghese: 1
Sporting CP: 2022